# Custodi di quella Fede
Custodi di quella Fede papinska je enciklika koju je 8. prosinca 1892. godine objavio papa Lav XIII., a bila je upućena talijanskom narodu. Ova enciklika pratila je dokument Inimica vis, koji je bio namijenjen talijanskim biskupima. 
U enciklici papa poziva katolike da se suprotstave slobodnom zidarstvu, štiteći svoje obitelji od njegova utjecaja te osnivajući katoličke institucije, poput škola, društava za uzajamnu pomoć i novina. Općenito, enciklika potiče katolike da se klone sekularnih i nereligioznih društava.

## Povijesni kontekst
Slobodno zidarstvo već je ranije bilo osuđeno od strane pape Lava XIII. u nekoliko njegovih enciklika. U Etsi nos (1882.) upozorio je na utjecaj slobodnog zidarstva u oblikovanju politike Kraljevine Italije prema Katoličkoj Crkvi nakon talijanskog ujedinjenja. Dvije godine kasnije, u enciklici Humanum genus (1884.), papa je ponovio osudu slobodno zidarstvo, nastavljajući tradiciju svojih prethodnika. U ovom dokumentu papa je upozorio na opasnosti, predložio moguće mjere, te uputio snažna upozorenja, ali se uglavnom zadržao na načelnoj razini, analizirajući konkretne događaje i njihov širi kontekst.
U listopadu 1890., u enciklici Ab apostolici Solii celsitudine, Lav XIII. izravno se obratio biskupima, kleru i talijanskom narodu, detaljno opisujući glavne napade koje je talijansko slobodno zidarstvo uputilo protiv religije. Pozvao je katolike da odgovore na te prijetnje, ističući važnost vjere za stabilnost i napredak društva. Dvije godine kasnije, 1892., papa se ponovno obraća talijanskom narodu, potičući ih da poduzmu konkretne korake u borbi protiv slobodnog zidarstva. Ova enciklika bila je odgovor na snažnu masonsku propagandu koju je diljem Italije provodio Adriano Lemmi, veliki majstor Velikog orijenta Italije, poznat po svojim žestokim napadima na papu Lava XIII.
Enciklika Custodi di quella fede, napisana na talijanskom jeziku, bila je posebno usmjerena katolicima u Italiji. U njoj papa kratko izlaže prijetnje koje proizlaze iz djelovanja slobodnog zidarstva i poziva katolike da odlučno reagiraju na te napade. Osim konkretnih smjernica za djelovanje, ističe nužnost zaštite od širenja masonskih ideja i opasnost nesvjesne suradnje s njihovim aktivnostima. Također upozorava da bi neki katolici mogli postati članovi slobodnog zidarstva ne shvaćajući njezinu nespojivost s katoličkom vjerom, te ih poziva da napuste tu organizaciju ako žele ostati u zajedništvu s Crkvom.

## Sadržaj
Papa već na početku enciklike ističe njezinu svrhu:
»Čuvari one vjere, kojoj kršćanski narodi duguju svoj moral i građanski preporod, dužni smo ispuniti jednu od svojih najuzvišenijih dužnosti. Stoga moramo snažno podići svoj glas u prosvjedu protiv bezbožnog rata koji nastoji oteti to dragocjeno blago od vas, ljubljeni sinovi.«
Enciklika upozorava na štetu koju je slobodno zidarstvo nanijelo Italiji, ne samo u vjerskom životu, već i u društvu općenito. Papa izražava posebnu žalost zbog činjenice da se to događa u naciji koja svoje najveće povijesne slave duguje kršćanskoj vjeri. 
Također podsjeća na zablude i štetne posljedice slobodnog zidarstva, o kojima je već pisao u prethodnim enciklikama: Humanum genus (1884.) i Ab apostolici Solii celsitudine (1890.). U ovoj novoj enciklici papa se usredotočuje na konkretne učinke slobodnog zidarstva u Italiji te želi potaknuti katolike da odlučno reagiraju na ovu prijetnju.

### Prijetnja slobodnog zidarstva
Pod krinkom filantropije, slobodno zidarstvo nastoji zamijeniti katolički moral takozvanom neovisnom moralnošću, dok kršćansku školu, znanost i umjetnost želi istisnuti ateističkim obrazovanjem. Oduzimanje crkvene imovine, regrutacija klerika za vojnu službu, smanjenje broja raspoloživih svećenika – sve su to sredstva kojima slobodno zidarstvo slabi prisutnost Crkve u društvu. Budući da zasad ne može izravno ukinuti sakramente, promiče građanske brakove i pogrebe, nastoji preuzeti nadzor nad odgojem mladeži i oduzeti Crkvi upravljanje karitativnim ustanovama.
Papa ukazuje na proturječja slobodnozidarskog programa: dok slobodno zidarstvo javno zagovara pravo na udruživanje, to isto pravo uskraćuje vjerskim zajednicama; dok se službeno priznaje sloboda vjeroispovijedi, u stvarnosti se katolička vjera, većinska religija u Italiji, sustavno progoni. S jedne strane, obećava se zaštita dostojanstva i neovisnosti pape, dok se istodobno svakodnevno vrijeđa njegova osoba. Istovremeno se potiču raskoli unutar Crkve, dok se redovnički zavjeti i poslušnost crkvenom autoritetu omalovažavaju, a u isto vrijeme masonske organizacije od svojih sljedbenika zahtijevaju apsolutnu i slijepu poslušnost.
U svim ovim napadima jasno se otkriva duh koji vodi slobodno zidarstvo, neumoljivog neprijatelja Krista i njegove Crkve. Ovo nije samo pretpostavka, već činjenica, jer:
»Ponosna na svoje uspjehe, sama je sekta otvoreno progovorila i otkrila svoja dosadašnja postignuća i buduće ciljeve. Javne vlasti smatra svojim instrumentima, bilo da su toga svjesne ili ne. Drugim riječima, ta bezbožna sekta ponosi se vjerskim progonima koji su uzdrmali i još uvijek pogađaju našu Italiju. Iako ih često provode druge ruke, ti su progoni neposredno ili posredno, izravno ili neizravno, kroz laskanje ili prijetnje, zavođenje ili revoluciju – vođeni i potaknuti upravo slobodnim zidarstvom.«
Vjerska propast vodi u društvenu propast. Kada čovjek više ne teži duhovnim vrednotama, prepušta se materijalnim interesima, što uzrokuje sukobe i podjele, izvor mržnje, korupcije i zločina. Istina je da su i ranije u Italiji postojali moralni poremećaji, ali ništa se ne može usporediti s današnjom situacijom. Obitelji su razorene, očinska vlast je odbačena, raste neprijateljstvo među društvenim slojevima, a sloboda se pogrešno tumači kao pravo na anarhiju. Umjesto da štiti ljudska prava, država ih samovoljno određuje, ograničava ili potpuno zanemaruje, smatrajući se njihovim vrhovnim arbitrima.

### Kršćanski odgovor na slobodno zidarstvo
Nakon što je izložio štetu koju slobodno zidarstvo nanosi društvu i vjeri, papa upućuje talijanske katolike kako se trebaju postaviti prema tim opasnostima. Prije svega, naglašava da oni koji su se iz neznanja pridružili tim sektama imaju obvezu napustiti ih. Posebno upozorava da se slobodno zidarstvo predstavlja na zavodljiv način, ulazeći u društvene skupine i organizacije pod krinkom filantropije, uzajamne pomoći, znanosti, književnosti i umjetnosti. Zbog toga je potrebno biti oprezan i izbjegavati društva koja bi mogla biti pod utjecajem slobodnog zidarstva. Papa također upozorava na opasnost bliskih odnosa s osobama za koje postoji sumnja da pripadaju slobodnom zidarstvu, čak i ako se predstavljaju kao zagovornici tolerancije i poštovanja svih religija. Jednako tako, valja biti oprezan s knjigama i tiskom koji šire bezbožnost te potiču pohlepu i nečist život.
No, papa naglašava da nije dovoljno samo braniti se od slobodnog zidarstva, već je potrebno hrabro se suprotstaviti tom utjecaju:
»... nije dovoljno ostati u obrambenom stavu. Moramo hrabro izaći na bojno polje i suprotstaviti joj se. To ćete učiniti vi, ljubljeni sinovi, suprotstavljajući tisak tisku, školu školi, organizaciju organizaciji, kongres kongresu, djelovanje djelovanju.«
Slobodno zidarstvo je preuzelo javne škole, zaplijenila dobrotvornu imovinu i time osvojila ključne društvene institucije. Papa stoga poziva katolike da se aktivno uključe u područja obrazovanja, karitativnog rada, izdavaštva, osnivanja kreditnih ustanova i društava za uzajamnu pomoć. Budući da slobodno zidarstvo često organizira kongrese na kojima dogovara nove oblike borbe protiv Crkve, papa naglašava važnost katoličkih okupljanja, na kojima bi vjernici mogli bolje razumjeti i koordinirati načine obrane Crkve. Uz to, potrebno je javno svjedočiti vjeru i ojačati jedinstvo unutar Crkve.
Enciklika završava pozivom na odlučnu i ujedinjenu borbu:
»Ljubljeni sinovi, vjera i domovina u ovom trenutku progovaraju kroz Nas. Poslušajte njihov vapaj, ujedinite se i hrabro se borite u Božjoj bitci. Neka vas ne zastraše broj, drskost i snaga neprijatelja, jer Bog je moćniji od njih. Ako je Bog s vama, tko može biti protiv vas?«